# حلة عارا
حلة عارا قرية سورية تتبع ناحية بيت ياشوط في منطقة جبلة في محافظة اللاذقية. بلغ عدد سكانها 1,015 نسمة في عام 2004 حسب إحصاء المكتب المركزي للإحصاء.